# Henry Threadgill

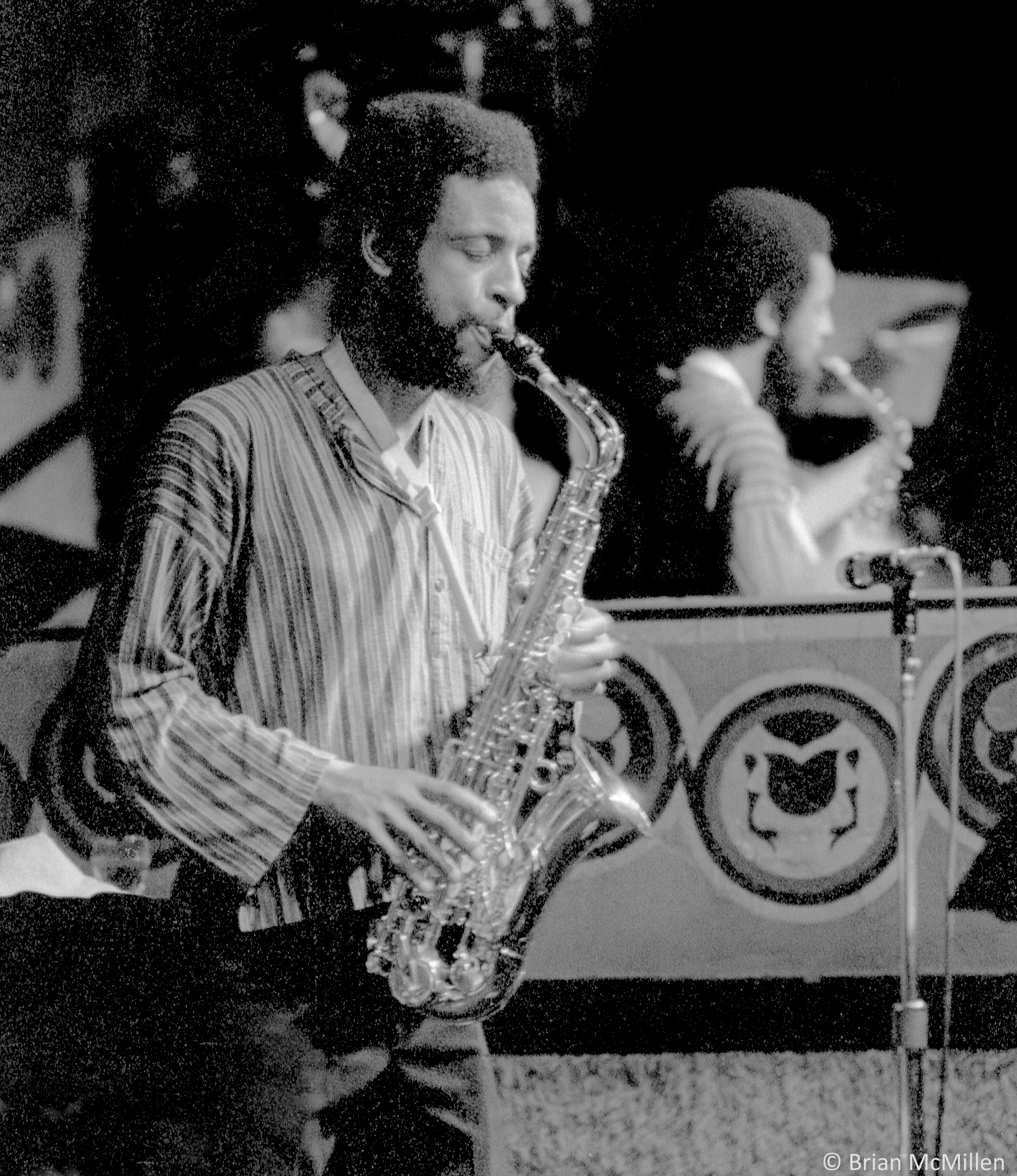
Henry Threadgill im Keystone Korner, San Francisco 1979. Foto:Brian McMillen

Henry Threadgill (* 15. Februar 1944 in Chicago, Illinois) ist ein US-amerikanischer Jazzmusiker (Saxophon, Flöte, Komposition).

## Leben und Wirken
Threadgill studierte am American College of Music der Governor’s State University. Er arbeitete mit Gospelshows und Bluesbands. Seit 1962 war er Mitglied der Experimental Band von Muhal Richard Abrams und schloss sich dem Kreis um die spätere Association for the Advancement of Creative Musicians (AACM) an. Gemeinsam mit Fred Hopkins und Steve McCall gründete er die Gruppe Air, mit der er 1976 bei den Wildflowers Loft-Sessions mitwirkte. In der Band spielten dann Pheeroan akLaff bzw. Andrew Cyrille als Schlagzeuger. Mitte der 1980er Jahre wurde die Band kurzzeitig mit Threadgills damaliger Lebenspartnerin Cassandra Wilson erweitert. Später arbeitete er häufig mit unüblichen Besetzungen, etwa mit vier Bassisten in X-75 oder mit seinem Very Very Circus (mit Tubas, Posaunen und zwei Gitarristen).
Threadgill hat ein großes Interesse für musikalische Strukturen und widmet sich dabei auch frühen Jazz-Formen. Er hat auch mit David Murray, Bill Laswell, Anthony Braxton, Roscoe Mitchell, Joseph Jarman und anderen Musikern des Modern Creative zusammengearbeitet.
Er war mit der Tänzerin Christina Jones verheiratet, einem Gründungsmitglied der Urban Bush Woman Dance Company. Die gemeinsame Tochter mit Jones, Pyeng Threadgill, ist ebenfalls Musikerin. Zusammen mit seiner langjährigen Lebensgefährtin, der nagamesischen Sängerin und Musikwissenschaftlerin Senti Toy lebt Threadgill in New Yorks Lower East Side.

## Preise und Auszeichnungen
2016 erhielt er für das Album In for a Penny, In for a Pound (Pi Recordings) den Pulitzer-Preis. 2021 wurde er mit einer NEA Jazz Masters Fellowship ausgezeichnet. Im selben Jahr wurde Threadgill in die American Academy of Arts and Letters gewählt.

## Diskografie (Auswahl)
- 1975–1987: Air — siehe dort
- 1979: X-75 — Volume 1 (Arista/Novus)
- 1981: The Henry Threadgill Sextet — When Was That? (About Time)
- 1983: The Henry Threadgill Sextet — Just the Facts and Pass the Bucket (About Time)
- 1984: Henry Threadgill Sextet — Subject to Change (About Time)
- 1987: Henry Threadgill Sextet — You Know the Number (RCA/Novus)
- 1988: Easily Slip into Another World (RCA/Novus)
- 1989: Henry Threadgill Sextet — Rag, Bush and All (RCA/Novus)
- 1990: Flute Force Four — Flutistry (Black Saint)
- 1991: Very Very Circus — Spirit of Nuff...Nuff (Black Saint)
- 1993: Too Much Sugar for a Dime (Axiom)
- 1995: Very Very Circus — Carry the Day (Columbia)
- 1995: (Very Very Circus) — Makin’ a Move (Columbia)
- 1997: Makin’ a Move — Where’s Your Cup? (Columbia)
- 2001: Makin’ a Move — Everybodys Mouth’s a Book (Pi)
- 2001: Zooid — Up Popped the Two Lips (Pi)
- 2009: Zooid — This Brings Us to Volume I (Pi)
- 2010: Zooid — This Brings Us to Volume II (Pi)
- 2012: Zooid — Tomorrow Sunny / The Revelry, Spp (Pi)
- 2015: Zooid — In for a Penny, In for a Pound (Pi)
- 2016: Henry Threadgill Ensemble Double Up: Old Locks and Irregular Verbs (Pi)
- 2018: Henry Threadgill / 14 or 15 Kestra: AGG:  Dirt...and More Dirt (Pi)
- 2018: Henry Threadgill Ensemble Double Up: Double Up, Plays Double Up Plus (Pi)
- 2021: Poof (Pi)
- 2023: The Other One (Pi)

### Kompilationen
- 2010: Henry Threadgill: The Complete Remastered Recordings on Black Saint and Soul Note (7-CD-Box, CAM Jazz)
- 2010: The Complete Novus and Columbia Recordings of Henry Threadgill and Air (8-CD-Box, Mosaic) – 1978–1995 – unter anderen mit: Fred Hopkins, Steve McCall, Douglas Ewart, Joseph Jarman, Amina Claudine Myers, Leonard Jones, Brian Smith, Rufus Reid, Rasul Siddik, Frank Lacy, Reggie Nicholson, Ted Daniel, Bill Lowe, Mark Taylor, Marcus Rojas, Ed Cherry, Myra Melford, James Emery

## Schriften
- Henry Threadgill & Brent Hayes Edwards: Easily Slip into Another World: A Life in Music (Knopf 2023)[3]